# 21919 Луга
21919 Луга (21919 Luga) — астероїд головного поясу, відкритий 3 листопада 1999 року.
Тіссеранів параметр щодо Юпітера — 3,213.